# 利奇維爾 (阿肯色州)
利奇維爾（英語：Leachville）是一個位於美國阿肯色州密西西比縣的城市。

## 地理
利奇維爾的座標為35°55′53″N 90°15′16″W / 35.93139°N 90.25444°W，而該地的平均海拔高度為73米（即240英尺）。

## 人口
根據2020年美國人口普查的數據，利奇維爾的面積為11.40平方千米，皆為陸地。當地共有人口2039人，而人口密度為每平方千米178人。